# Flerumættet fedtsyre
Flerumættede fedtsyrer er organiske syrer, der indeholder flere dobbeltbindinger i fedt-molekylets kulstofkæde. De kaldes også for polyumættede fedtsyrer.
De flerumættede fedtsyrer smelter ved meget lave temperaturer, og findes derfor på flydende form ved stuetemperatur. Planteolier, algeolier og fiskeolie indeholder mange flerumættede fedtsyrer.
Flerumættede fedtsyrer har vist sig at have en gavnlig virkning på helbredet.